# Associazione Sportiva Fidelis Andria 1999-2000
Questa pagina raccoglie le informazioni riguardanti l'Associazione Sportiva Fidelis Andria nelle competizioni ufficiali della stagione 1999-2000.

## Rosa
| N. |                   | Ruolo | Calciatore             |
| -- | ----------------- | ----- | ---------------------- |
|    | Italia (bandiera) | D     | Marco Ambrogioni       |
|    | Italia (bandiera) | D     | Igor Bertoncelli       |
|    | Italia (bandiera) | P     | Francesco Bifera       |
|    | Italia (bandiera) | D     | Roberto Biffi          |
|    | Italia (bandiera) | C     | Mattia Biso            |
|    | Italia (bandiera) | P     | Fabrizio Boccafogli    |
|    | Italia (bandiera) | C     | Carlo Cardascio        |
|    | Italia (bandiera) | D     | Dario Dainelli         |
|    | Italia (bandiera) | A     | Fiorenzo D'Ainzara     |
|    | Italia (bandiera) | C     | Luigi D'Alessio        |
|    | Italia (bandiera) | D     | Mariano De Francesco   |
|    | Italia (bandiera) | C     | Antonio De Leonardis   |
|    | Italia (bandiera) | A     | Genny Del Prete        |
|    | Italia (bandiera) | D     | Nicola De Santis       |
|    | Italia (bandiera) | D     | Francesco Di Bari      |
|    | Italia (bandiera) | A     | Dario Di Giannatale    |
|    | Italia (bandiera) | C     | Pasqualino Di Serafino |

| N. |                   | Ruolo | Calciatore                 |
| -- | ----------------- | ----- | -------------------------- |
|    | Italia (bandiera) | D     | Luigi Di Simone            |
|    | Italia (bandiera) | A     | Nunzio Falco               |
|    | Italia (bandiera) | D     | Gianluca Franchini         |
|    | Italia (bandiera) | A     | Mario La Canna             |
|    | Italia (bandiera) | D     | Carmelo La Spada           |
|    | Italia (bandiera) | A     | Massimo Manca              |
|    | Italia (bandiera) | C     | Alessandro Marzio          |
|    | Italia (bandiera) | A     | Fabio Moscelli             |
|    | Italia (bandiera) | D     | Salvo Francesco Parisi     |
|    | Italia (bandiera) | C     | Francesco Massimo Pizzulli |
|    | Italia (bandiera) | C     | Daniele Russo              |
|    | Italia (bandiera) | A     | Vincenzo Santoruvo         |
|    | Italia (bandiera) | P     | Luca Siringo               |
|    | Italia (bandiera) | A     | Giovanni Spinelli          |
|    | Italia (bandiera) | C     | Renzo Tasso                |
|    | Italia (bandiera) | C     | Francesco Tudisco          |
|    | Italia (bandiera) | P     | Claudio Zaminga            |

## Risultati

### Campionato

#### Girone di andata
| 5 settembre 1999 1ª giornata | Fidelis Andria | 1 – 0 | Ascoli |  |

| 12 settembre 1999 2ª giornata | Atletico Catania | 0 – 0 | Fidelis Andria |  |

| 19 settembre 1999 3ª giornata | Viterbese | 2 – 1 | Fidelis Andria |  |

| 26 settembre 1999 4ª giornata | Fidelis Andria | 0 – 0 | Gualdo |  |

| 3 ottobre 1999 5ª giornata | Ancona | 3 – 1 | Fidelis Andria |  |

| 10 ottobre 1999 6ª giornata | Fidelis Andria | 1 – 1 | Nocerina |  |

| 17 ottobre 1999 7ª giornata | Sporting Benevento | 1 – 0 | Fidelis Andria |  |

| 24 ottobre 1999 8ª giornata | Fidelis Andria | 1 – 1 | Giulianova |  |

| 7 novembre 1999 9ª giornata | Fidelis Andria | 0 – 0 | Castel di Sangro |  |

| 14 novembre 1999 10ª giornata | Juve Stabia | 2 – 1 | Fidelis Andria |  |

| 21 novembre 1999 11ª giornata | Fidelis Andria | 0 – 2 | Arezzo |  |

| 28 novembre 1999 12ª giornata | Lodigiani | 2 – 1 | Fidelis Andria |  |

| 5 dicembre 1999 13ª giornata | Fidelis Andria | 2 – 2 | Marsala |  |

| 12 dicembre 1999 14ª giornata | Catania | 1 – 0 | Fidelis Andria |  |

| 19 dicembre 1999 15ª giornata | Fidelis Andria | 2 – 1 | Avellino |  |

| 23 dicembre 1999 16ª giornata | Crotone | 3 – 0 | Fidelis Andria |  |

| 6 gennaio 2000 17ª giornata | Fidelis Andria | 0 – 0 | Palermo |  |

#### Girone di ritorno
| 9 gennaio 2000 18ª giornata | Ascoli | 1 – 1 | Fidelis Andria |  |

| 15 gennaio 2000 19ª giornata | Fidelis Andria | 0 – 1 | Atletico Catania |  |

| 23 gennaio 2000 20ª giornata | Fidelis Andria | 0 – 0 | Viterbese |  |

| 30 gennaio 2000 21ª giornata | Gualdo | 1 – 1 | Fidelis Andria |  |

| 6 febbraio 2000 22ª giornata | Fidelis Andria | 0 – 1 | Ancona |  |

| 13 febbraio 2000 23ª giornata | Nocerina | 3 – 1 | Fidelis Andria |  |

| 27 febbraio 2000 24ª giornata | Fidelis Andria | 1 – 1 | Sporting Benevento |  |

| 5 marzo 2000 25ª giornata | Giulianova | 0 – 2 | Fidelis Andria |  |

| 12 marzo 2000 26ª giornata | Castel di Sangro | 2 – 0 | Fidelis Andria |  |

| 19 marzo 2000 27ª giornata | Fidelis Andria | 1 – 2 | Juve Stabia |  |

| 2 aprile 2000 28ª giornata | Arezzo | 0 – 0 | Fidelis Andria |  |

| 9 aprile 2000 29ª giornata | Fidelis Andria | 2 – 1 | Lodigiani |  |

| 16 aprile 2000 30ª giornata | Marsala | 1 – 2 | Fidelis Andria |  |

| 22 aprile 2000 31ª giornata | Fidelis Andria | 2 – 0 | Catania |  |

| 30 aprile 2000 32ª giornata | Avellino | 2 – 2 | Fidelis Andria |  |

| 7 maggio 2000 33ª giornata | Fidelis Andria | 4 – 3 | Crotone |  |

| 14 maggio 2000 34ª giornata | Palermo | 3 – 0 | Fidelis Andria |  |